# 敬啟、父親大人
「敬啟、父親大人」或譯「料亭小師傅」、「拜啟、父親大人」（拝啓、父上様）是2007年1月11日起至2007年3月22日，在富士電視台毎週四22:00 - 22:54時段播放的日劇。

## 主要角色
- 田原一平 - 二宮和也、幼少期 - 石井天地

在神樂坂長大的認真青年。持續在料亭修行了7年，在「坂下」這個料亭裡擔任第三手廚師。非常欽慕主廚龍次先生。本身是左撇子、但是用右手持刀。沒有從母親那裡得知自己的父親是誰，因此懷疑小宮龍次、真田公正、津山冬彦這三個人是不是自己的父親。在「坂下」前的石階遇到了奈緒美(Naomi)後，對她一見鍾情。全劇故事以一平的口吻進行、使用「我想……」「因為這個原因……」「完全不知道有這種事」等敘述方式，繼承編劇一貫的風格。
- 田原雪乃 - 高島礼子

一平的母親，以前是神樂坂人氣第一的藝妓，現在是小酒吧「雪乃」的媽媽桑。19歲的時候回到故鄉富山，悄悄地生下了一平，是獨自將一平帶大的單親媽媽。至於一平父親是誰的問題，連自己的雙親都未曾透漏，嚴守秘密。一平和其他人一樣用「小雪乃(雪乃ちゃん)」來稱呼她，並不以母親相稱。雪乃與「坂下」的老闆娘夢子十分親近。
- 中川時夫 - 橫山裕

高中時中輟、是在「坂下」當廚房見習生的青年。雖然因為很熱情愛裝熟而有沒禮貌的一面，但正義感強烈，對女性十分溫柔。過去曾進過少年觀護所。在一平和奈緒美的感情進展中，有時候會因為躁進而搞砸了一些事。
- 唐澤奈緒美(Naomi) - 黑木美沙

一平一見鍾情的對象。在「坂下」前的石階不慎將一籃蘋果打翻時，與一平相遇。在蛋糕店「L'amour」中當見習糕點師，將來想要去法國進修，因此在日佛學院學習法文。規定自己在一個禮拜中的幾天只能說法文，無論什麼場合都堅持原則。但是對話困難的時候，有時候也會用筆談的方式以日文對話。
- 坂下繪理(Eli) - 福田沙紀

料亭「坂下」的獨生女。母親是少老闆娘「律子」，父親是廚房的二副「保」。就讀高中一年級，稱呼一平為哥哥，十分喜歡他。性格奔放，和剛剛來見習的時夫也相當親近。
- 小宮龍次 - 梅宮辰夫

一平憧憬的，料亭「坂下」的主廚。是被稱呼為「舌之龍次」的傳說中的主廚，溫和公正的性格十分得老闆娘與女婿坂下保信賴，其他料亭的主廚也十分尊崇他。他是一平可能的父親人選之一，一平十分希望龍次先生是他的父親。
- 坂下保 - 高橋克実

是少老闆娘律子的丈夫，以入贅的身份進入坂下。雖然在立場上應當可以成為主廚，但因為尊敬龍次先生，以副手的身份在廚房工作。似乎是神楽坂「入贅俱樂部」的會員之一。無法對家人態度強硬，以打小鋼珠的方式發洩壓力。
- 坂下律子 - 岸本加世子

料亭「坂下」的少老闆娘。是老闆娘夢子和政界大老熊澤清次郎的私生子。是「坂下」實質的掌權人。因為認真嚴厲的性格，和溫和的老闆娘夢子、周圍的人們偶有衝突。為了解決「坂下」經營困難的問題，策劃將店面改為現代風格。
- 坂下夢子 - 八千草薫

料亭「坂下」的老闆娘。藝妓出身，以善擊鼓聞名。長期居住在神楽坂，現在將經營「坂下」的實權讓給律子。假日有時候會到巢鴨去玩，那裡是老人家們的熱門地點。偷偷希望孫子繪理和一平能夠在一起。是一個非常可愛的老奶奶。

## 主題曲
- 初回 - 第5話・最終回「紙 パピエ」、6 - 10話「手」（歌：森山良子）

## 收視率
| 各話                                                      | 放送日        | 收視率 |
| --------------------------------------------------------- | ------------- | ------ |
| 第1話                                                     | 2007年1月11日 | 12.9%  |
| 第2話                                                     | 2007年1月18日 | 14.1%  |
| 第3話                                                     | 2007年1月25日 | 12.4%  |
| 第4話                                                     | 2007年2月1日  | 13.2%  |
| 第5話                                                     | 2007年2月8日  | 14.1%  |
| 第6話                                                     | 2007年2月15日 | 12.8%  |
| 第7話                                                     | 2007年2月22日 | 12.1%  |
| 第8話                                                     | 2007年3月 1日 | 12.3%  |
| 第9話                                                     | 2007年3月 8日 | 12.4%  |
| 第10話                                                    | 2007年3月15日 | 14.3%  |
| 最終話                                                    | 2007年3月22日 | 14.5%  |
| 平均收視率13.2%（視聴率は関東地区・ビデオリサーチ社調べ） |               |        |

## 其他
- 是繼承了劇本家倉本聰在1975年大熱門的『給母親的信(前略おふくろ様)』的作品。劇情背景一樣是料亭、老闆娘八千草薫和主廚梅宮辰夫的角色設定也一模一樣。
- 劇本家倉本和製作人中村，是從國民日劇『來自北國』時期就一起長年合作的夥伴。中村有一段時間因為擔任富士電視台的董事，而離開了拍攝現場，退任後又回到現場的工作上。這次繼『溫柔時光』之後，又和倉本成為合作夥伴。
- 倉本聰在劇本構想階段，就考慮讓二宮和也飾演田原一平，因此在劇本寫作時就以二宮的形象來執筆。
- 二宮和也和其飾演的田原一平同樣是左撇子。
- 二宮飾演的田原一平雖然在劇情設定中比横山裕飾演的中川時夫年長，但實際年齡是横山裕較年長。
- 本劇結束之後，作為背景舞台的神楽坂附近備受矚目。地方上裝飾著本劇的海報，也常常播放主題曲「紙パピエ」。